# RTV Stadskanaal
RTV Stadskanaal (ook wel RTV-S) genoemd was een lokale media-instelling voor de gemeente Stadskanaal.
RTV Stadskanaal werd opgericht door een aantal voormalige programmamakers van de vroegere Lokale Omroep Kanaalstreek (LOK). De omroep werd op 4 oktober 2005 door het Commissariaat voor de Media erkend. In maart 2006 heeft Agentschap Telecom 'RTVS' de frequentie 105,3 en 107,8 MHz FM toegewezen. RTV Stadskanaal richtte zich op inwoners in de Kanaalstreek en omstreken door middel van het verstrekken van nieuws-, culturele- en educatieve programma's. Het muziekformat dat gehanteerd werd is die van popmuziek.
In 2008 kreeg RTV Stadskanaal (RTVS) als éérste lokale omroep van Nederland de beschikking over een eigen digitenne zender (DVB-T). Het Agentschap Telecom maakte dit mogelijk door middel van een experimentenvergunning. Het experiment duurde één jaar.
RTV Stadskanaal en RTV Parkstad (Veendam) fuseerden op 1 september 2016 tot streekomroep RTVeen (RTV1).